# Sora (Spanyolország)
Sora település Spanyolországban, Barcelona tartományban. Lakosainak száma 219 fő (2024).

## Földrajza
Sora Alpens, Les Llosses, Montesquiu, Sant Quirze de Besora, Orís, Sant Boi de Lluçanès és Sant Agustí de Lluçanès községekkel határos.

## Népesség
A település lakosságának változását az alábbi diagram mutatja:
| Lakosok száma | 193  | 477  | 573  | 453  | 228  | 205  | 180  | 175  | 209  | 219  |
|               | 1717 | 1887 | 1936 | 1960 | 1986 | 2004 | 2009 | 2014 | 2019 | 2024 |